# Artjom Anatoljewitsch Tschernoussow
Artjom Anatoljewitsch Tschernoussow (russisch Артём Анатольевич Черноусов; * 10. Januar 1996 in Irkutsk) ist ein russischer Sportschütze.

## Erfolge
Artjom Tschernoussow tritt bei internationalen Wettkämpfen mit der Luftpistole auf der 10-Meter-Distanz sowie mit der Standardpistole über 25 Meter und der Freien Pistole über 50 Meter an. Bei Europameisterschaften gelangen ihm zahlreiche Medaillengewinne, darunter zwischen 2017 und 2021 sieben Goldmedaillen, sowie je zwei Silber- und Bronzemedaillen. 2018 wurde Tschernoussow außerdem auch Weltmeister. In Changwon gewann er mit der Luftpistole zusammen mit Witalina Bazaraschkina im Mixed Gold, im Einzel Silber und mit der Mannschaft Bronze. Gleich drei weitere Goldmedaillen sicherte sich Tschernoussow bei den Europaspielen 2019 in Minsk. Er belegte mit der Luftpistole den ersten Platz in der Einzelkonkurrenz und mit Witalina Bazaraschkina im Mixed. Mit Margarita Lomowa blieb er im Mixed-Wettbewerb mit der Freien Pistole siegreich.
Bei den 2021 ausgetragenen Olympischen Spielen 2020 in Tokio trat Tschernoussow in zwei Wettbewerben an. Mit der Luftpistole erzielte er 577 Punkte in der Qualifikation und verpasste das Finale als Elfter um einen Punkt. Wesentlich erfolgreicher verlief die Mixedkonkurrenz. Wie schon bei den Europaspielen zwei Jahre zuvor trat er mit Witalina Bazaraschkina an und zog mit ihr dank 581 Punkten in die zweite Qualifikationsrunde ein, in der sie sich mit 386 Punkten für das Duell um den Olympiasieg qualifizierten. Im abschließenden Duell gegen Jiang Ranxin und Pang Wei aus China unterlagen Tschernoussow und Bazaraschkina mit 14:16 und gewannen damit die Silbermedaille.